# 鵜沼大安寺町
鵜沼大安寺町（うぬまだいあんじちょう）は、岐阜県各務原市の地名。現行行政町名は鵜沼大安寺町一丁目、二丁目。

## 地理
各務原市の東部の鵜沼地区に属する。
町域の東部は鵜沼、緑苑北、緑苑西、西部は各務車洞、南部は鵜沼西町、緑苑南、つつじが丘及、北部は鵜沼、各務車洞に接する。
町域には大安寺川が流れる。
地名は臨済宗妙心寺派の寺院の大安寺に因む。
道路
- 国道21号（坂祝バイパス）
  - 鵜沼北インターチェンジ
- 各務原パークウェイ

## 歴史
1982年（昭和57年）5月1日、鵜沼の一部をもって鵜沼大安寺町を設置する。

## 世帯数と人口
2024年（令和6年）10月1日現在の世帯数と人口は以下の通りである。
| 丁目               | 世帯数 | 人口 |
| ------------------ | ------ | ---- |
| 鵜沼大安寺町一丁目 | 11世帯 | 25人 |
| 鵜沼大安寺町二丁目 | 0世帯  | 0人  |
| 計                 | 11世帯 | 25人 |

## 小・中学校の学区
市立小・中学校に通う場合、学区は以下の通りとなる。尚、鵜沼大安寺町の自治会は西町東自治会である。
| 番・番地等 | 小学校                 | 中学校               |
| ---------- | ---------------------- | -------------------- |
| 全域       | 各務原市立八木山小学校 | 各務原市立鵜沼中学校 |

## 主な施設
- 各務原公園
- 車折神社
- 大安寺
- 日之出不動
- 神農宮寺
- 百度不動
- 大安寺川ホタルの里